# Octaleurodicus pulcherrimus
Octaleurodicus pulcherrimus là một loài côn trùng cánh nửa trong họ Aleyrodidae, phân họ Aleurodicinae.
Octaleurodicus pulcherrimus được Quaintance & Baker miêu tả khoa học đầu tiên năm 1913.